# Mellicta uncummimans
Mellicta uncummimans är en fjärilsart som beskrevs av Ruggero Verity 1940. Mellicta uncummimans ingår i släktet Mellicta och familjen praktfjärilar. Inga underarter finns listade i Catalogue of Life.